# Campionato mondiale per club FIVB 2022 (maschile)
Il campionato mondiale per club FIVB 2022 si è svolto dal 7 all'11 dicembre 2022 a Betim, in Brasile: al torneo hanno partecipato sei squadre di club e la vittoria finale è andata per la prima volta alla Sir Safety Perugia.

## Regolamento

### Formula
La formula ha previsto:
- Fase a gironi, disputata con girone all'italiana: le prime due classificate di ogni girone hanno acceduto alla fase finale.
- Fase finale, disputata con semifinali, finale per il terzo posto e finale.

### Criteri di classifica
Se il risultato finale è stato di 3-0 o 3-1 sono stati assegnati 3 punti alla squadra vincente e 0 a quella sconfitta, se il risultato finale è stato di 3-2 sono stati assegnati 2 punti alla squadra vincente e 1 a quella sconfitta.
L'ordine del posizionamento in classifica è stato definito in base a:
- Numero di partite vinte;
- Punti;
- Ratio dei set vinti/persi;
- Ratio dei punti realizzati/subiti;
- Risultati degli scontri diretti;
- Classifica avulsa.

## Squadre partecipanti
| Squadra            | Qualificazione                              |
| ------------------ | ------------------------------------------- |
| BVC                | 3ª al campionato sudamericano per club 2022 |
| Minas              | 2ª al campionato sudamericano per club 2022 |
| Sada               | Squadra organizzatrice                      |
| Paykan             | 1ª all'AVC Club Championships 2022          |
| Sir Safety Perugia | Wild card                                   |
| Trentino           | 2ª alla CEV Champions League 2021-22        |

## Torneo

### Fase a gironi
| Girone A           | Girone B |
| ------------------ | -------- |
| BVC                | Minas    |
| Sada               | Paykan   |
| Sir Safety Perugia | Trentino |

#### Girone A

##### Risultati
| 7 dicembre 2022 Ginásio Divino Braga, Betim Durata: 1h:27 - Spettatori: 2 157 | Sada | 3 - 0 | BVC                | 25-20, 25-22, 25-22        |
| 8 dicembre 2022 Ginásio Divino Braga, Betim Durata: 1h:18 - Spettatori: 1 150 | BVC  | 0 - 3 | Sir Safety Perugia | 22-25, 16-25, 21-25        |
| 9 dicembre 2022 Ginásio Divino Braga, Betim Durata: 2h:06 - Spettatori: 4 712 | Sada | 1 - 3 | Sir Safety Perugia | 21-25, 21-25, 31-29, 21-25 |

##### Classifica
| Pos. | Squadra            | Pt | G | V | P | SV | SP | Ratio | PF  | PS  | Ratio |
| ---- | ------------------ | -- | - | - | - | -- | -- | ----- | --- | --- | ----- |
| 1.   | Sir Safety Perugia | 6  | 2 | 2 | 0 | 6  | 1  | 6,000 | 179 | 153 | 1,170 |
| 2.   | Sada               | 3  | 2 | 1 | 1 | 4  | 3  | 1,333 | 169 | 168 | 1,006 |
| 3.   | BVC                | 0  | 2 | 0 | 2 | 0  | 6  | 0,000 | 123 | 150 | 0,820 |

      Qualificata alle semifinali.

#### Girone B

##### Risultati
| 7 dicembre 2022 Ginásio Divino Braga, Betim Durata: 1h:59 - Spettatori: 464 | Minas    | 3 - 1 | Paykan   | 22-25, 27-25, 27-25, 25-18 |
| 8 dicembre 2022 Ginásio Divino Braga, Betim Durata: 2h:23 - Spettatori: 537 | Trentino | 3 - 1 | Paykan   | 25-20, 25-21, 25-27, 25-19 |
| 9 dicembre 2022 Ginásio Divino Braga, Betim Durata: 1h:10 - Spettatori: 788 | Minas    | 0 - 3 | Trentino | 21-25, 23-25, 18-25        |

##### Classifica
| Pos. | Squadra  | Pt | G | V | P | SV | SP | Ratio | PF  | PS  | Ratio |
| ---- | -------- | -- | - | - | - | -- | -- | ----- | --- | --- | ----- |
| 1.   | Trentino | 6  | 2 | 2 | 0 | 6  | 1  | 6,000 | 175 | 149 | 1,174 |
| 2.   | Minas    | 3  | 2 | 1 | 1 | 3  | 4  | 0,750 | 163 | 168 | 0,970 |
| 3.   | Paykan   | 0  | 2 | 0 | 2 | 2  | 6  | 0,333 | 180 | 201 | 0,896 |

      Qualificata alle semifinali.

### Fase finale
|  | Semifinali | Semifinali         | Semifinali |          |    | Finale             | Finale          | Finale          |  |
|  |            |                    |            |          |    |                    |                 |                 |  |
|  | 1A         | Sir Safety Perugia | 3          |          |    |                    |                 |                 |  |
|  | 1A         | Sir Safety Perugia | 3          |          |    |                    |                 |                 |  |
|  | 2B         | Minas              | 0          |          |    |                    |                 |                 |  |
|  | 2B         | Minas              | 0          |          | 1A | Sir Safety Perugia | 3               |                 |  |
|  |            |                    |            |          | 1A | Sir Safety Perugia | 3               |                 |  |
|  |            |                    | 1B         | Trentino | 1  |                    |                 |                 |  |
|  | 1B         | Trentino           | 1B         | Trentino | 1  | 3                  |                 |                 |  |
|  | 1B         | Trentino           |            |          |    | 3                  |                 |                 |  |
|  | 2A         | Sada               | 0          |          |    | Finale 3º posto    | Finale 3º posto | Finale 3º posto |  |
|  | 2A         | Sada               | 0          |          |    |                    |                 |                 |  |
|  |            |                    |            |          |    |                    |                 |                 |  |
|  |            |                    |            |          |    | 2B                 | Minas           | 1               |  |
|  |            |                    |            |          |    | 2B                 | Minas           | 1               |  |
|  |            |                    |            |          |    | 2A                 | Sada            | 3               |  |

#### Semifinali
| 10 dicembre 2022 Ginásio Divino Braga, Betim Durata: 1h:09 - Spettatori: 3 458 | Trentino           | 3 - 0 | Sada  | 25-13, 25-22, 25-17 |
| 10 dicembre 2022 Ginásio Divino Braga, Betim Durata: 1h:11 - Spettatori: 2 154 | Sir Safety Perugia | 3 - 0 | Minas | 25-19, 25-19, 25-17 |

#### Finale 3º posto
| 11 dicembre 2022 Ginásio Divino Braga, Betim Durata: 2h:03 - Spettatori: 4 251 | Minas | 1 - 3 | Sada | 31-29, 24-26, 21-25, 19-25 |

#### Finale
| 11 dicembre 2022 Ginásio Divino Braga, Betim Durata: 1h:47 - Spettatori: 3 085 | Sir Safety Perugia | 3 - 1 | Trentino | 20-25, 25-23, 27-25, 25-19 |

## Classifica finale
| Pos | Squadre            |
| --- | ------------------ |
|     | Sir Safety Perugia |
|     | Trentino           |
|     | Sada               |
| 4   | Minas              |
| 5   | Paykan             |
| 6   | BVC                |

## Premi individuali
| Premio                | Nome                   | Squadra            |
| --------------------- | ---------------------- | ------------------ |
| MVP                   | Simone Giannelli       | Sir Safety Perugia |
| Miglior palleggiatore | Simone Giannelli       | Sir Safety Perugia |
| Miglior opposto       | Matej Kazijski         | Trentino           |
| Miglior schiacciatore | Alessandro Michieletto | Trentino           |
| Miglior schiacciatore | Wilfredo León          | Sir Safety Perugia |
| Miglior centrale      | Flávio Gualberto       | Sir Safety Perugia |
| Miglior centrale      | Marko Podraščanin      | Trentino           |
| Miglior libero        | Lucas de Deus          | Sada               |

## Statistiche
| Rendimento individuale | Rendimento individuale | Rendimento individuale | Rendimento individuale |
| Pos.                   | Nome                   | Punti                  | Squadra                |
| ---------------------- | ---------------------- | ---------------------- | ---------------------- |
| 1                      | Alessandro Michieletto | 61                     | Trentino               |
| 2                      | Matej Kazijski         | 58                     | Trentino               |
| 3                      | Wallace de Souza       | 57                     | Sada                   |
| 4                      | Daniele Lavia          | 46                     | Trentino               |
| 5                      | Amin Esmaeilnezhad     | 43                     | Paykan                 |

| Attacchi vincenti | Attacchi vincenti      | Attacchi vincenti | Attacchi vincenti |
| Pos.              | Nome                   | Punti             | Squadra           |
| ----------------- | ---------------------- | ----------------- | ----------------- |
| 1                 | Wallace de Souza       | 55                | Sada              |
| 2                 | Matej Kazijski         | 48                | Trentino          |
| 3                 | Alessandro Michieletto | 45                | Trentino          |
| 4                 | Luis Estrada           | 38                | Minas             |
| 5                 | Amin Esmaeilnezhad     | 37                | Paykan            |
| 5                 | Daniele Lavia          | 37                | Trentino          |

| Muri vincenti | Muri vincenti      | Muri vincenti | Muri vincenti      |
| Pos.          | Nome               | Punti         | Squadra            |
| ------------- | ------------------ | ------------- | ------------------ |
| 1             | Matheus dos Santos | 9             | Minas              |
| 1             | Flávio Gualberto   | 9             | Sir Safety Perugia |
| 1             | Marko Podraščanin  | 9             | Trentino           |
| 4             | Roberto Russo      | 8             | Sir Safety Perugia |
| 4             | Lucas Saatkamp     | 8             | Sada               |

| Battute vincenti | Battute vincenti       | Battute vincenti | Battute vincenti   |
| Pos.             | Nome                   | Punti            | Squadra            |
| ---------------- | ---------------------- | ---------------- | ------------------ |
| 1                | Alessandro Michieletto | 11               | Trentino           |
| 2                | Matej Kazijski         | 8                | Trentino           |
| 3                | Wilfredo León          | 6                | Sir Safety Perugia |
| 3                | Oleh Plotnyc'kyj       | 6                | Sir Safety Perugia |
| 3                | Marko Podraščanin      | 6                | Trentino           |
| 3                | Kamil Semeniuk         | 6                | Sir Safety Perugia |